# Erin Phillips
Erin Victoria Phillips (* 19. Mai 1985 in Melbourne, Victoria) ist eine australische Basketballspielerin und Australian-Football-Spielerin.

## Karriere
Von 2002 bis 2008 spielte Phillips für die Mannschaft Adelaide Lightning. Danach wechselte sie von 2006 bis 2009 zum Team Connecticut Sun in den Vereinigten Staaten. Eine Season spielte sie 2008 bis 2009 beim Verein Electra Ramat Hasharon in Israel und danach zwei Seasons für die Mannschaft Lotos Gdynia. Von 2010 bis 2014 spielte sie für den Verein Wisła Can-Pack Kraków in Polen. Ab 2011 bis 2013 war sie wiederum in den Vereinigten Staaten beim Verein Indiana Fever und danach kurzzeitig 2014 bei der Mannschaft Phoenix Mercury und danach von 2014 bis 2015 beim Verein Good Angels Košice in der Slowakei. 2015 ging sie für eine Season 2015 zur Mannschaft Los Angeles Sparks und danach 2015–2016 zur Mannschaft South East Queensland Stars. 2016 spielte sie für den Verein Dallas Wings.
Bei den Olympischen Spielen 2008 gewann Phillips mit der australischen Frauenolympiamannschaft die Silbermedaille. Nach dem Ende ihrer sportlichen Karriere als Basketballspielerin 2017 begann sie als Coach zu arbeiten und wurde Gastgeberin einer Radiosendung in Australien. Zudem begann sie ab 2017 nunmehr Australian Football für den Verein Adelaide Football Club zu spielen. Seit 2014 ist sie mit der US-amerikanischen Basketballspielerin Tracy Gahan verheiratet. Bei den Basketball-Weltmeisterschaft der Damen 2006 gewann sie in Brasilien die Goldmedaille. Bei der Basketball-Weltmeisterschaft der Damen 2014 gewann sie die Bronzemedaille in der Türkei. 2012 und 2014 gewann sie mit ihrem Team die WNBA-Meisterschaft. 2010, 2011 und 2012 gewann sie die Meisterschaft der Polnischen Frauen-Basketball-Liga und war 2011 und 2012 Polska PLKK All-Star.

## Auszeichnungen und Preise (Auswahl)
- 2021: Order of Australia